# Coalision
Cet article possède des paronymes, voir Coalission et Coalition.
Coalision est un équipementier canadien spécialisé dans le vêtement de sport lifestyle, spécialisé dans le segment athleisure.

## Histoire
Coalision est fondée en 1989 à Montréal.
En 2009, l'ex-président de Quiksilver Bernard Mariette prend la direction générale de Coalision.
En avril 2012, le groupe s'est porté acquéreur de la société de sous-vêtement française Pull-in. Coalision fusionne avec Pull-In et porterait son chiffre d'affaires à $110 millions. Cependant en février 2013, Pull-In annonce son retrait du plan de fusion pour des raisons de mésententes sur les aspects financiers du contrat.
En 2015, Coalision déménage son siège dans l'historique gare Viger,.
En 2016, Coalision débloque un financement de $21 millions (plusieurs investisseurs dont la famille Hermès et Guy Laliberté) pour poursuivre le développement de son réseau et de ses produits,.
En septembre 2018, sa marque Lolë lance une collection pour hommes.

## Description
Coalision exploite les marques de vêtement sport Lolë, Orage, Paradox ainsi que les sous-vêtements Pull-in[pas clair]. Les produits Coalision sont distribués dans un réseau de plus de 2500 points de vente au Canada, aux États-Unis, en Europe et en Asie.

## Marques
- Lolë : sous-vêtements tendance
- Orage : vêtements techniques de ski
- Paradox : division bien-être